# Albert Schmid
Albert Schmid (Zwitserland, 1853 - New York, 31 december 1919) was een Zwitsers-Amerikaans elektrisch en mechanisch technicus.
In 1882 emigreerde Albert Schmid van Zwitserland naar de Verenigde Staten waar hij in dienst trad van de Westinghouse Electric Company van George Westinghouse. Daar bereikte hij de positie van hoofdtechnicus en werd er later algemeen toezichthouder. Zijn kwaliteiten in de ontwikkeling van elektrotechnisch machines zorgde ervoor dat de invoering van Tesla's wisselstroomsysteem een groot succes werd voor het bedrijf.
Later was hij actief betrokken bij de organisatie om dochterondernemingen van Westinghouse in Europa van de grond te krijgen en verbleef hij hiervoor enkele jaren in Frankrijk. Hij overleed op 66-jarige leeftijd in het St. Hubert Hotel in New York.